# TSA w Trójce: Koncert Akustyczny
TSA w Trójce: Koncert Akustyczny – album koncertowy zespołu TSA wydany w 1999 roku nakładem wytwórni Warner Music Poland.

## Lista utworów
1. „Zapowiedź” – 02:04
2. „Plan życia” – 04:42
3. „Chodzą ludzie” – 04:12
4. „Trzy zapałki” – 06:10
5. „Wpadka” – 04:07
6. „51” – 06:41
7. „Alien” – 05:24
8. „Maratończyk” – 07:59
9. „Jodyna” – 04:13
10. „Tekst Marka” – 01:01
11. „Bez podtekstów” – 06:22
12. „52 dla przyjaciół” – 08:33
13. „Blues dla Kaczora” – 09:10

## Twórcy
- Duane Cleveland – perkusja
- Paweł Mąciwoda – gitara basowa
- Andrzej Nowak – gitara
- Marek Piekarczyk – śpiew